# Quercus guyavifolia
Quercus guyavifolia är en bokväxtart som beskrevs av Augustin Abel Hector Léveillé. Quercus guyavifolia ingår i släktet ekar, och familjen bokväxter. Inga underarter finns listade.